# Ардова, Мира Валерьяновна
Ми́ра Валерья́новна А́рдова (урождённая Киселёва, в некоторых источниках — Мика Ардова; род. 12 декабря 1940, Ленинград, СССР) — советская и российская актриса

, заслуженная артистка РСФСР (1986)

## Биография
Родилась в семье Валерьяна Николаевича Киселёва (1919—1941) и Зои Моисеевны Беззубовой (1919 — ?). В 1963 году окончила Школу-студию МХАТ. Играла на сцене Московского ТЮЗа. Эпизодически снималась в кино — в частности, в небольшой роли в фильме Миклоша Янчо «Звёзды и солдаты» (1967). В 1976 году снялась в фильме Александра Зархи «Повесть о неизвестном актере» в роли жены Вадима Горяева, которого сыграл Игорь Старыгин.

## Семья
Жена Бориса Ардова, затем — Игоря Старыгина, а позже — театрального режиссёра Льва Давыдовича Вайсмана (род. 09.02.1941), который взял фамилию Ардов. 
Мать дизайнера Нины Борисовны Ардовой (род. 30.06.1962), окончила МВТУ им Н. Э. Баумана и курсы режиссеров-аниматоров; актрисы Анны Борисовны Ардовой (род. 29.09.1969); Анастасии Игоревны Старыгиной (род. 9.08.1978), менеджера по профессии.

## Фильмография
- (1967) Звёзды и солдаты — медсестра
- (1973) Былое и думы — Эмма
- (1976) Повесть о неизвестном актёре — жена Вадима Горяева
- (1977) Праздник непослушания (анимационный) — мать непослушника